# Movimiento Democrático de Mujeres
El Movimiento Democrático de Mujeres fue una organización feminista clandestina surgida en la mitad de la década de los sesenta extendida por toda España.
Surgió del apoyo a los presos y a sus familiares, de la lucha antifranquista y de la preocupación por los problemas de las mujeres. Tenía un carácter plural e interclasista. Evolucionó desde la práctica solidaria, la reivindicación política y el activismo vecinal hacia la elaboración de un discurso comprometido con el feminismo.

## Historia

### Primeros años
Tras la ola de solidaridad que se vivió tras las torturas a varias mujeres represaliadas durante las huelgas de Asturias de 1962, se realizó en Madrid una manifestación el 15 de mayo que terminó con la intervención de la policía y la detención de varias participantes. Al ser liberadas, el PCE convocó una reunión para impulsar una asociación que aglutinase a las mujeres de presos, militantes y simpatizantes de dicho partido y disidentes de los círculos intelectuales. Pero no progresó.
En 1964, Dulcinea Bellido y Carmen Rodríguez participaron en tertulias organizadas por Eva Forest que junto a jóvenes universitarias como Cristina Almeida o Manuela Carmena realizaron lecturas colectivas de El segundo sexo de Simone de Beauvoir y trataron temas sobre la situación de las mujeres. En otras reuniones de militantes comunistas se vio la necesidad de politizar a las mujeres y movilizarlas contra la dictadura. Así nació formalmente el Movimiento Democrático de Mujeres (MDM), bajo la tutela del PCE, con la intención de reflexionar sobre las discriminaciones que sufrían por ser mujeres, plantear alternativas y trasladar las conclusiones de esos debates al seno del partido.
Se crearon células de apoyo y trabajo solidario en barrios como Carabanchel, Villaverde, Vallecas, Prosperidad, San Cristóbal de los Ángeles, Getafe y Ventas. Se entró en contacto con los grupos femeninos de organizaciones católicas y con las mujeres que participaban en asociaciones como el Club de Amigos de la Unesco, donde ya había infiltradas mujeres del PCE. También se entró en contacto con las Asociaciones de Amas de Casa que estaban legalizadas. Las dirigentes del MDM reivindicaban la construcción de parques, escuelas o guarderías, ya que no solo estaban combatiendo a la dictadura y defendiendo intereses generales, sino que mejoraban las condiciones de vida de las mujeres contribuyendo a su emancipación.
Desde enero de 1968 fue publicado un boletín titulado La mujer y la lucha en el que se reflexionaba sobre la necesidad de crear organizaciones donde las mujeres pudieran luchar para superar sus discriminaciones específicas. A Mulier e a Loita y Mundo Femenino fueron boletines que publicaron los grupos del MDM de Vigo y Oviedo,
En los años 68, 69 y 70 formaron parte del MDM a título individual las socialistas Carlota Bustelo, Helga Soto o Graciela Uñá.

### Últimos años de la dictadura
En la Segunda Reunión General del MDM, celebrada en 1971, surgieron nuevos grupos, acudiendo delegaciones de Galicia, Murcia, Córdoba, Sevilla, Asturias, País Valencia, Madrid y Zaragoza.
En 1970, la plataforma movilizó a las mujeres en la campaña para lograr el indulto de los militantes de ETA condenados a muerte en el Consejo de Guerra celebrado en agosto de ese año. En 1971 se convocó el primer boicot a los mercados de Madrid por la subida de precios, repitiéndose otros a lo largo de 1973 y 1974.
El MDM participó en el Congreso Mundial de Mujeres de Berlín oriental, organizado por la Federación Democrática Internacional de Mujeres que se celebró en Berlín Este del 20 al 24 de octubre de 1975. Acudió una delegación española formada por trece mujeres a las que se sumaron dos exiliadas. Sin embargo, tuvieron que regresar antes de tiempo ante el empeoramiento de la salud de Franco y la situación política en España.
Organizó y participó en las I Jornadas por la Liberación de la Mujer, celebradas en el Año Internacional de la Mujer en Madrid entre el 6 y el 8 de diciembre de 1975, donde se constituyó una Coordinadora de Organizaciones Feministas a nivel nacional, y donde se excluía a la Sección Femenina.

### Tras la muerte de Franco
En 1976, el MDM unió sus siglas a las del Movimiento de Liberación de la Mujer (MLM), constituyéndose el MDM-MLM. Así se presentaron en rueda de prensa el 12 de mayo de 1976 con una serie de reivindicaciones encaminadas a establecer una situación social que permitiera su desarrollo integral. Para transformar la situación de la familia, proponían el matrimonio civil, dejando libremente a la pareja la posibilidad del eclesiástico; una ley sobre el divorcio, que haría necesaria la eliminación de la dependencia económica de la mujer; anticonceptivos gratuitos y asumidos por la Seguridad Social, y despenalización del aborto. Entre otras, las asistentes fueron Merche Comabella, María Teresa Gómez, Rosa Pardo, Paloma Fernández Quintanilla, Carmen Méndez Buschell, Dulcinea Bellido y Mary Luz Boyero.
A partir del año 1982 el MDM se fue disgregando hasta desaparecer. Se reinició en junio de 2013 impulsado por la Secretaría Federal de la Mujer del PCE